# 果然下雨了呢
《果然下雨了呢》（日语：やっぱり雨は降るんだね）是日本音樂組合ツユ首張錄音室專輯。於2020年2月19日透過TUYU實體發行，又於2020年3月12日發布數位音源於各式串流平台。

## 製作與發行
《果然下雨了呢》是音樂團體TUYU自2019年6月成立以来的首張專輯。專輯封面由負責製作音樂錄影帶的おむたつ設計、吉他手ぷす擔任作词、負責演唱、AzyuN負責MV動畫與主視圖設計。
專輯於2020年2月19日透過TUYU發行，實體專輯僅在淘兒唱片和安利美特販售。淘兒唱片和安利美特皆有店鋪特典，前者為透明文件夾，會在三種樣式中隨機選擇其中一種贈送；後者則是含有果然下雨了呢 acoustic arrange ver.、くらべられっ子 acoustic arrange ver.兩首歌的原聲吉他CD。3月12日，專輯在各大音樂串流媒體平台上發行。

## 榜單成績
《果然下雨了呢》首次在2020年2月18日的Oricon公信榜專輯日榜排名第8，並空降該週週榜第16名。而在日本公告牌，專輯登上「Hot Albums」週榜第41名和「Top Albums Sales」週榜第25名。

## 收錄曲
| 《果然下雨了呢》 | 《果然下雨了呢》                 | 《果然下雨了呢》                                                               | 《果然下雨了呢》 |
| 曲序             | 曲目                             | 备注                                                                           | 时长             |
| ---------------- | -------------------------------- | ------------------------------------------------------------------------------ | ---------------- |
| 1.               | 果然下雨了呢（）                 | ツユ的第一首曲目，亦為此專輯之主打曲和名稱來源。                               | 4:05             |
| 2.               |                                  | 吉他樂器演奏曲。                                                               | 1:23             |
| 3.               | 在薰風吹拂的天空之下（）         | ツユ的第二首曲目。                                                             | 3:22             |
| 4.               | 牽牛花散落之時（）               | ぷす於2015年發布的Vocaloid音樂的自我翻唱版本。                                 | 3:22             |
| 5.               | 孤獨與未來（）                   | 在專輯發布前曾在ツユ的Twitter上公開過少量音源。                                | 2:27             |
| 6.               | 乘坐前往彼世的公交車以告別。（） | ツユ的第五首曲目。                                                             | 3:14             |
| 7.               | 能否化作太陽呢（）               | 於2020年2月28日專輯發布後在YouTube上發布了MV。歌詞的部分由稍作修改。           | 4:03             |
| 8.               |                                  | 吉他樂器演奏曲。                                                               | 1:48             |
| 9.               | 被比較的孩子（）                 | ツユ的第四首曲目。於2020年6月1日以くらべられっ子 (TUYU Remix)的形式重新發行。  | 3:34             |
| 10.              | 與搖滾的你告別（）               | ツユ的第六首曲目。被朝日放送節目《GAKUON!》選為JOYSOUND推薦的歌曲。            | 3:28             |
| 11.              | 縱使眼淚乾涸（）                 | 歌曲名稱首度在專輯全曲預告片中公開。專輯發布後，於3月31日在YouTube上發布了MV。 | 4:09             |
| 总时长：         | 总时长：                         | 总时长：                                                                       | 34:58            |

## 樂手陣容
ツユ
- ぷす－吉他手
- －主唱

其他音樂家
- miro－鋼琴 (#7)[註 2]

## 資料來源
1. ↑  . TuneCore.   [2020-03-13]. （原始内容存档于2021-10-09）.
2. 1 2   (新闻稿). PR TIMES. 2020-01-16  [2024-04-28]. （原始内容存档于2024-04-28） （日语）.
3. ↑  ぷす. . X(twitter). 2020-02-21  [2024-04-28]. （原始内容存档于2024-04-28） （日语）.
4. ↑  小町碧音. . Real Sound. 2020-04-21  [2024-04-28]. （原始内容存档于2024-04-28） （日语）.
5. ↑  . X(twitter). 2020-02-08  [2024-04-28]. （原始内容存档于2024-04-28） （日语）.
6. ↑  ぷす [@Pusu_kun].  (推文). December 21, 2019  [2020-02-10] –Twitter.
7. ↑  . THE MAGAZINE. 2020-03-12  [2024-04-28]. （原始内容存档于2024-04-28） （日语）.
8. ↑  . TuneCore.   [2020-03-15].
9. ↑  . PCI MUSIC.   [2020-03-01]. （原始内容存档于2024-04-25）.
10. ↑  .   [2019-02-28]. （原始内容存档于2020-02-24）.
11. ↑  ぷす [@Pusu_kun].  (推文). 2020-02-19  [2020-02-28] –Twitter.
12. ↑  . Oricon News: 2.   [2020-02-28]. （原始内容存档于2020-02-26）.
13. ↑  . Billboard JAPAN. Hanshin Contents Link Corporation.   [2020-02-28]. （原始内容存档于2023-01-30）.
14. ↑  . Billboard JAPAN. Hanshin Contents Link Corporation.   [2020-02-28]. （原始内容存档于2023-08-18）.
15. ↑  ツユ [@TUYU_official].  (推文). January 22, 2020  [2020-02-10] –Twitter.
16. ↑  ツユ [@TUYU_official].  (推文). 2020-02-28  [2020-02-29] –Twitter.
17. ↑  ぷす [@Pusu_kun].  (推文). February 28, 2020  [2020-03-07] –Twitter.
18. ↑  📺 ABCテレビ🎧 GAKUON! [@GAKUON_ABC].  (推文). February 28, 2020  [2020-03-19] –Twitter.
19. ↑  YouTube上的ツユ1stフルアルバム「やっぱり雨は降るんだね」全曲トレーラー
20. ↑  ツユ [@Pusu_kun].  (推文). 2020-03-31  [2020-04-03] –Twitter.